# Моллі О'Каллаган
Моллі О'Каллаган (англ. Mollie O'Callaghan, 2 квітня 2004) — австралійська плавчиня.
Олімпійська чемпіонка 2020 року.
Призерка Чемпіонату світу з плавання серед юніорів 2019 року.